# 米蒂克·普里科普
米蒂克·普里科普（羅馬尼亞語：Mitică Pricop，1977年10月25日—），罗马尼亚男子皮划艇运动员。他曾代表罗马尼亚参加2000年和2004年夏季奥林匹克运动会皮划艇比赛，其中2000年奥运会获得一枚金牌和一枚铜牌。